# Grand View (Idaho)
Grand View es una ciudad ubicada en el condado de Owyhee en el estado estadounidense de Idaho. En el año 2010 tenía una población de 452 habitantes y una densidad poblacional de 301,33 personas por km².

## Geografía
Grand View se encuentra ubicado en las coordenadas 42°59′5″N 116°5′36″O / 42.98472, -116.09333. Según la Oficina del Censo, la localidad tiene un área total de 1,5 km² (0,6 mi²), de la cual 1,4 km² (0,5 mi²) es tierra y 0,1 km² (0 mi²) (3.51%) es agua.

## Demografía
En el 2000 la renta per cápita promedia del hogar era de $21,417, y el ingreso promedio para una familia era de $26,000. En 2000 los hombres tenían un ingreso per cápita de $25,417 contra $27,917 para las mujeres. El ingreso per cápita para la localidad era de $11,402. Alrededor del 28.6% de la población estaba bajo el umbral de pobreza nacional.